# スペースシャトル・アトランティス

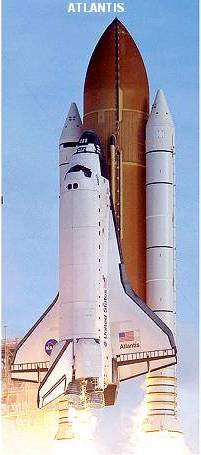
アトランティス (オービタ)

スペースシャトル・アトランティス（Space Shuttle Atlantis、NASA型名：OV-104）は、NASA スペースシャトルを構成する往還船モジュール＝スペースシャトル・オービターとして計5隻建造された姉妹船（sister ships）の4番船である。船名「アトランティス」は、1931年から1964年までウッズホール海洋研究所で使用された調査船アトランティス号に由来する。
1985年10月3日にSTS-51-Jにて初飛行を行った。 2011年7月8日から7月21日までのSTS-135が最終飛行で、スペースシャトル計画における最後の飛行ともなった。
1995年にはロシアの宇宙ステーション「ミール」の修理のために、米露の宇宙船が1975年以来初めてドッキングした。
改良により、実用シャトル初番船「コロンビア」よりも3トン軽量化され、建造期間も短縮されている。
事故で失われた「チャレンジャー」とともに、日本人宇宙飛行士が搭乗することなく退役した。
2011年に最後の飛行を終えて退役した。その後はケネディ宇宙センターの組立棟に保管されていたが、2012年11月に展示施設に輸送された。2013年7月より一般公開されている。

## ミッション
| 年月日         | 任務名   | 備考 |
| -------------- | -------- | --- |
| 1985年10月3日  | STS-51-J | 初飛行。国防総省扱いのミッション。DSCS-3通信衛星2機を放出。                                               |
| 1985年11月26日 | STS-61-B | 3つの通信衛星を放出：MORELOS-B, AUSSAT-2 及び SATCOM KU-2。                                               |
| 1988年12月2日  | STS-27   | 国防総省扱いのミッション。Lacrosse-1レーダー偵察衛星を放出。耐熱タイル破損発生                            |
| 1989年5月4日   | STS-30   | 金星探査機マゼランを放出。                                                                                |
| 1989年10月18日 | STS-34   | 木星探査機ガリレオ放出。                                                                                  |
| 1990年2月28日  | STS-36   | 国防総省扱いのミッション。Misty-1偵察衛星を放出。                                                         |
| 1990年11月15日 | STS-38   | 国防総省扱いのミッション。SDS-2データ中継衛星を放出。                                                     |
| 1991年4月5日   | STS-37   | コンプトンガンマ線観測衛星（CGRO） 軌道投入。                                                             |
| 1991年８月2日  | STS-43   | TDRS-5 を軌道投入。                                                                                       |
| 1991年11月24日 | STS-44   | 国防総省扱いのミッション。DSP-16早期警戒衛星を放出。                                                      |
| 1992年3月24日  | STS-45   | Atmospheric Laboratory for Applications and Science (ATLAS)-1ミッション                                   |
| 1992年7月31日  | STS-46   | 回収用衛星ユーレカ(EURECA)放出。                                                                          |
| 1994年11月3日  | STS-66   | ATLAS-3ミッション                                                                                         |
| 1995年6月27日  | STS-71   | 宇宙ステーション ミールとシャトルとの初ドッキング                                                         |
| 1995年11月12日 | STS-74   | ミールとの2回目のドッキングミッション。ミールのドッキングモジュールを運搬。                               |
| 1996年3月22日  | STS-76   | ミールとの3回目のドッキングミッション。シャノン・ルシッドのクルー交代を含む。                             |
| 1996年9月16日  | STS-79   | ミールとの4回目のドッキングミッション。シャノン・ルシッド 及び ジョン・ブラハのクルー交代を含む。         |
| 1997年1月12日  | STS-81   | ミールとの5回目のドッキングミッション。ジョン・ブラハ 及び ジェリー・リネンジャーのクルー交代を含む。     |
| 1997年5月15日  | STS-84   | ミールとの6回目のドッキングミッション。ジェリー・リネンジャー 及び マイケル・フォールのクルー交代を含む。 |
| 1997年9月25日  | STS-86   | ミールとの7回目のドッキングミッション。マイケル・フォール 及び デヴィッド・ウルフのクルー交代を含む。     |
| 2000年5月19日  | STS-101  | 国際宇宙ステーション組立ミッション(2A.2a)。                                                               |
| 2000年9月8日   | STS-106  | 国際宇宙ステーション組立ミッション(2A.2b)。                                                               |
| 2001年2月7日   | STS-98   | 国際宇宙ステーション組立ミッション(5A)、デスティニー実験モジュールを輸送。                                |
| 2001年7月12日  | STS-104  | 国際宇宙ステーション組立ミッション(7A)、クエストエアロックを輸送。                                        |
| 2002年4月8日   | STS-110  | 国際宇宙ステーション組立ミッション(8A)、S0トラスを輸送。                                                  |
| 2002年10月7日  | STS-112  | 国際宇宙ステーション組立ミッション(9A)、S1トラスを輸送。                                                  |
| 2006年9月10日  | STS-115  | 国際宇宙ステーション組立ミッション(12A)、P3/P4トラスを輸送。                                              |
| 2007年6月8日   | STS-117  | 国際宇宙ステーション組立ミッション(13A)、S3/S4トラスを輸送。                                              |
| 2008年2月7日   | STS-122  | 国際宇宙ステーション組立ミッション(1E)、コロンバスを輸送。                                                |
| 2009年5月12日  | STS-125  | ハッブル宇宙望遠鏡の最後のサービスミッション(HST-SM4)。                                                   |
| 2009年11月16日 | STS-129  | 国際宇宙ステーション組立・補給ミッション(ULF-3)、ELC 2台を輸送。                                          |
| 2010年5月14日  | STS-132  | 国際宇宙ステーション利用補給ミッション(ULF4)、ロシアのモジュール（MRM1）を輸送。                          |
| 2011年7月8日   | STS-135  | スペースシャトル計画における最終飛行                                                                      |

## その他
- 映画「スペースキャンプ」では、テスト中の事故により、少年少女達が搭乗したまま宇宙へ打ち上げられてしまうという設定で登場する。また実物の打ち上げ時の映像が使用されている。
- 映画「アルマゲドン」では、序盤に流星群の被害を受けて爆発したシャトルとして登場している。